# Hostylian
Hostylian, Gaius Valens Hostilianus Messius Quintus (zm. 251) – młodszy syn cesarza Decjusza, brat Herenniusza Decjusza. 
W 250 r. mianowany przez ojca (podobnie jak brat) cezarem. Herenniusz jeszcze w tym samym roku został podniesiony do godności augusta, podczas gdy Hostylian (prawdopodobnie ze względu na młody wiek) pozostał cezarem. 
Został w Rzymie, gdy ojciec z bratem udali się w pod koniec tego roku do Mezji, Dacji i Tracji, zaatakowanych przez Gotów oraz Karpów. Po bitwie z Gotami w 251 r. pod Abrittus (obecnie Razgrad w Bułgarii), gdzie polegli Decjusz i Herenniusz, żołnierze okrzyknęli władcą Trebonianusa Gallusa, który był teściem siostry Hostyliana.
Po przybyciu do Rzymu Trebonian adoptował Hostyliana i uczynił go augustem. Niedługo potem młody współrządca zmarł podczas epidemii dżumy.